# Phillip Rhys
Phillip Rhys (14 de Junho de 1974), é um ator inglês de cinema e televisão, mais conhecido por interpretar Rezar Nayeer na série de tv 24 Horas.

## Filmografia parcial
- 24 Horas (2002-2003)
- Americanizing Shelley (2007)
- Wild Salome (2009)
- As Aventuras de Tintim (2011)